# Случ (притока Горині)
Случ — річка в Україні, в межах Хмельницької, Житомирської та Рівненської областей. Права притока Горині (басейн Прип'яті).

## Опис
Довжина 451 км, площа басейну 13 900 км². Похил річки 0,4 м/км. Ширина долини до 0,8 км (у верхів'ї) до 5 км (у нижній течії). Ширина річища — до 50 м, найбільша — 110 м. Живлення переважно снігове і дощове. Замерзає в грудні, скресає в березні. 
Мінералізація води р. Случ в середньому становить: весняна повінь — 313 мг/дм³; літньо-осіння межень — 321 мг/дм³; зимова межень — 349 мг/дм³.
Судноплавна протягом 290 км.
Частково використовується для водопостачання, у верхів'ї — невеликі ГЕС.

## Розташування

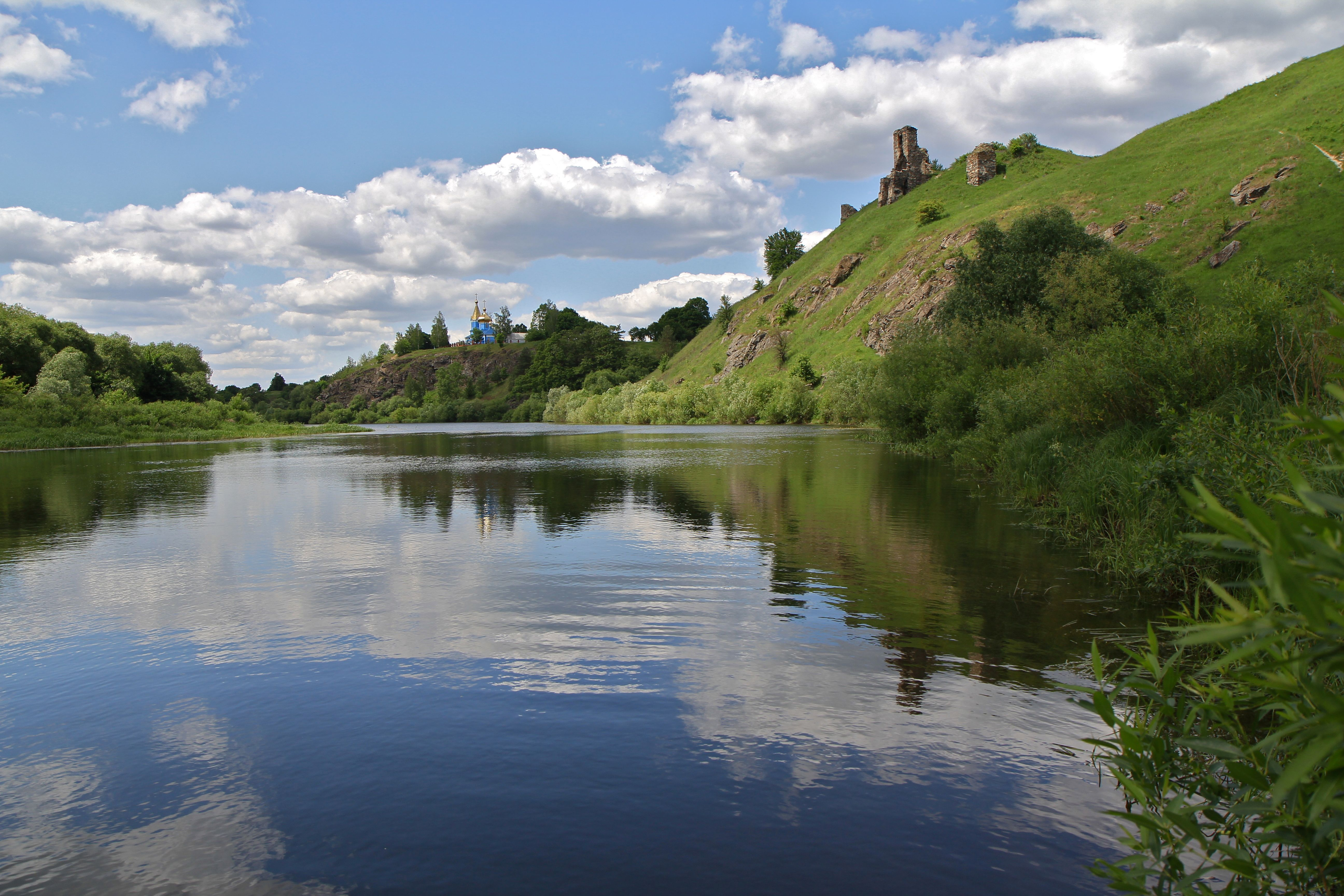
Случ поблизу Губкова

Починається на Подільській височині; витікає з невеликого озера поблизу села Слуцьке Гальчинецької сільради Теофіпольського району Хмельницької області. У пониззі протікає по Поліській низовині.
Спочатку тече на схід, далі поступово повертає на північ, згодом на північний захід, а від міста Сарни — знову на північ. Впадає до Горині на південь від села Велюнь.
Великі населені пункти на Случі: Красилів, Старокостянтинів, Любар, Миропіль, Порцелянове, Баранівка, Рогачів, Звягель, Березне, Сарни.

## Іхтіофауна
Іхтіофауна річки представлена 37 видами круглоротих і риб, найбільша кількість видів трапляється поблизу села Маринин Березнівського району (36 видів). Згідно з Червоною книгою України, охоронний статус в іхтіофауні річки мають ялець звичайний (Leuciscus leuciscus, Linnaeus), карась звичайний (Carassius carassius, Linnaeus) та минь річковий (Lota lota, Linnaeus) у категорії вразливих, а також бистрянка російська (Alburnoides rossicus, Berg, 1924), гольян озерний (Eupallasella percnurus, Pallas, 1814), марена дніпровська (Barbus borysthenicus, Dybowski, 1862), йорж носар (Gymnocephalus acerinus, Gueldenstaedt, 1774), мінога українська (Eudontomyzon mariae, Berg, 1931) у категорії зникаючих. Найчисленнішими видами є щука, плітка, краснопірка, верховка, плоскирка, лящ, в'юн, окунь.

## Притоки
Ліві: Ікопоть, Осира, Деревичка, Хомора, Смілка, Церем, Корчик, Стави, Бомбилівка, Серегівка, Язвинка, Михайлівка,
- Ширишівка — ліва притока. Починається на північно-західній стороні від Вишківки. Спочатку тече на північний захід, потім повертає на північний схід і впадає у Случ на північно-західній околиці Вербівки (колишнє Могильна). У другій половині XIX століття на річці існував хутір Ширешов[2][3][4].

- Крикуха — річка у Шепетівському та Житомирському районах Хмельницької й Житомирської областей.[5]. Починається на східній околиці міста Полонного. Спочатку тече на південний схід через Блидні та Дертку. Далі тече на північний схід і впадає у Случ у селищі Миропіль[6][2][7].

Праві: Попівка, Вербка, Сестробіль, Дорогань, Немилянка, Рудня (Луб'янка), Тня, Вершниця, Радіч, Гать, Котельня, Криваль, Перевезня, Вилля, Видринка, Комарниця, Тюкелівка, Бобер, Полична, Тусталь, Фастівка
- Черевач — річка у Звягельському районі Житомирської області[8]. Починається на північному заході від Барвинівки[9]. Тече переважно на північний захід і впадає у Случ на південному сході від Івашківки[2]. Назва річки утворена від апелятива «черевач», «черево» (походить з церковнослов'янського «чрѣво»), збереженого нині в російських діалектах архаїчною конструкцією черёво реки (тобто вигин, закрут, звивина річки).[10][11][12].

- Гутянка (Дубівка)[13][4] — річка у Звягельському районі Житомирської області. Починається на північно-західній околиці села Адамове. Тече на південний захід через Курчицьку Гуту. На південній околиці села Ходурки впадає у Случ[2][14].

## Цікаві факти
- Уздовж Случі в Житомирській області на 120-му кілометрі розташований Новоград-Волинський укріпрайон «Лінії Сталіна», збудований у 1932–1939 роках. Найвідомішим місцем цього укріпрайону є Гульська «міна», розташована у селі Гульськ.
- У квітні 2012 року мала планета № 251001 отримала назву Случ на честь річки.

## Екологічна катастрофа
14 квітня 2016 року в зв'язку з катастрофічною екологічною ситуацією – забруднення невідомою речовиною річок Хомора та Случ, що призвело  до масової загибелі живих організмів: риби, раків та інших, – було заборонено використання води з річок, напування худоби, випускання на річки пернатої птиці, вилову риби та раків. Державною екологічною інспекцією Поліського округу проводяться заходи по обстеженню річок Хомора та Случ.
За попередніми оцінками, розміри збитків, завданих державі у результаті загибелі риби та частини інших екоресурсів, оцінюються у 14 мільйонів гривень.
Мешканці Житомирщини та Хмельниччини багатьох років потерпають від промислових скидів у місцеві річки. За цей час неодноразово було зафіксовано масову гибель риби та раків. Причиною забруднення водойм називають Понінківську картонно-паперову фабрику, що працює у Хмельницькій області та здійснює промислові скиди у водойми. 
Мінприроди намагалося через суд позбавити підприємство дозволів на спеціальне водокористування, проте Волинський окружний адміністративний суд відмовив  міністерству у квітні 2019 року

## Галерея

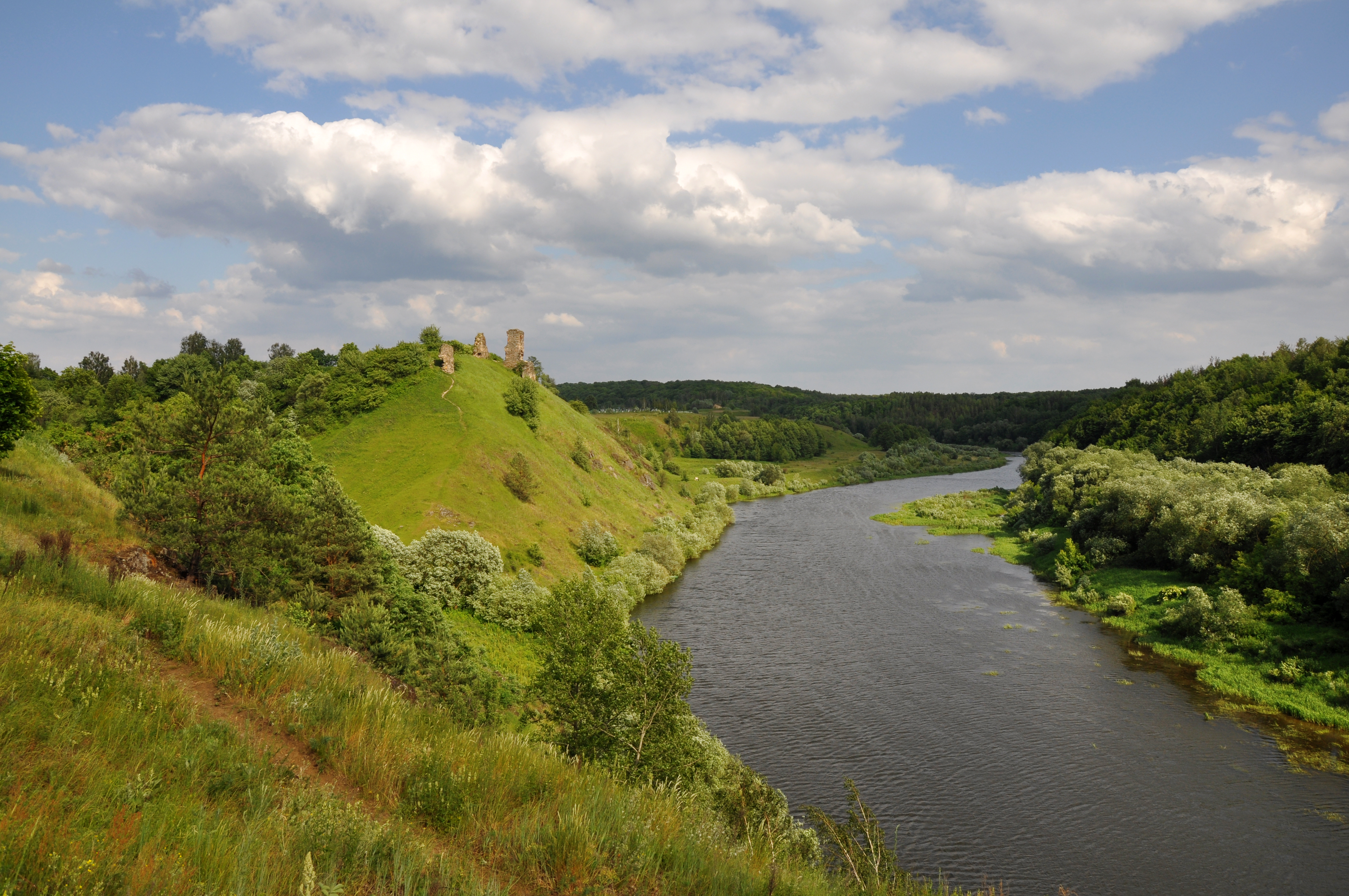
Ландшафтний заказник «Соколині гори»
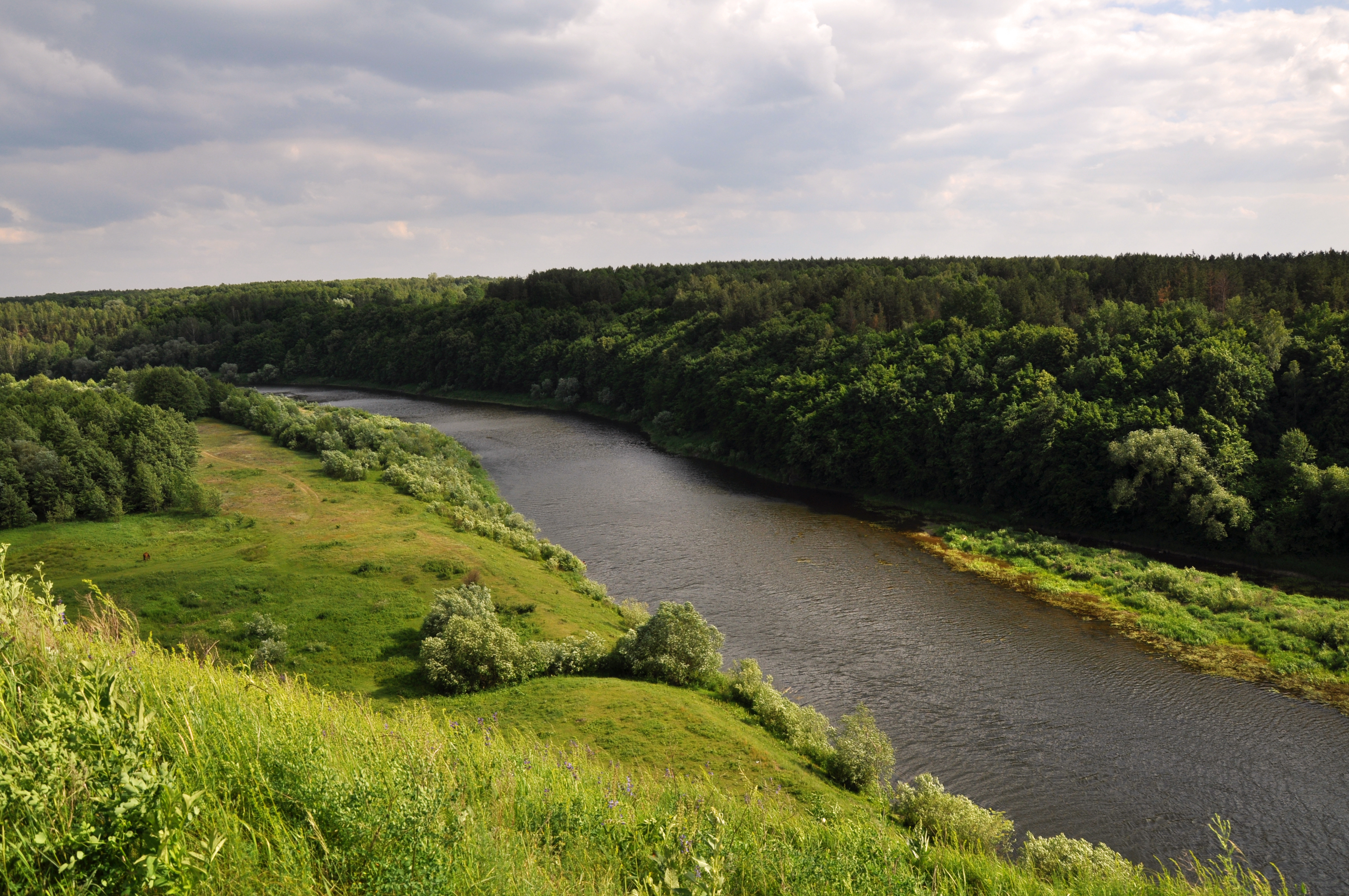
Случ в межах Надслучанського регіонального ландшафтного парку
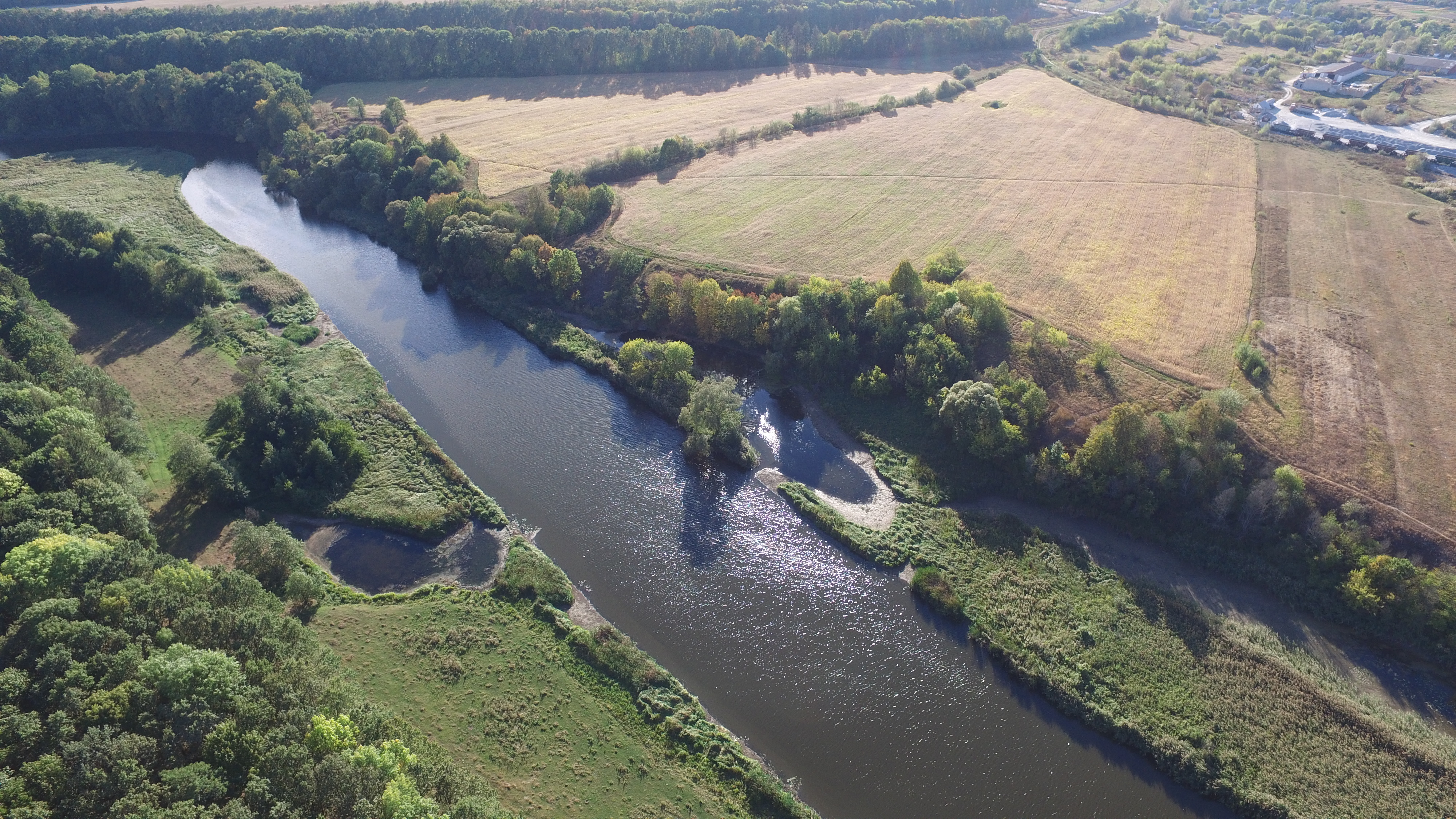
Річка Случ в районі смт Миропіль
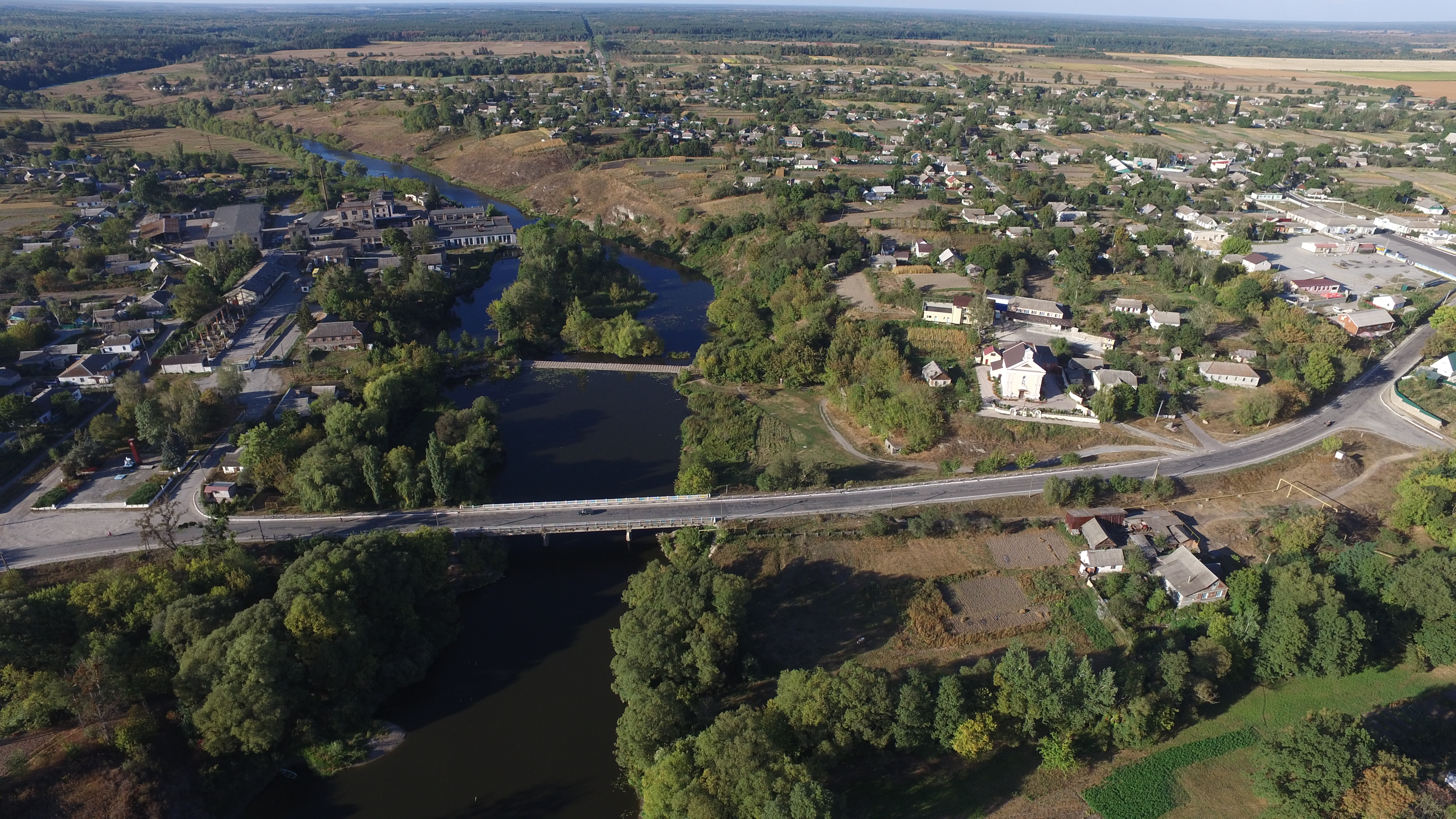
Річка Случ в районі смт Миропіль
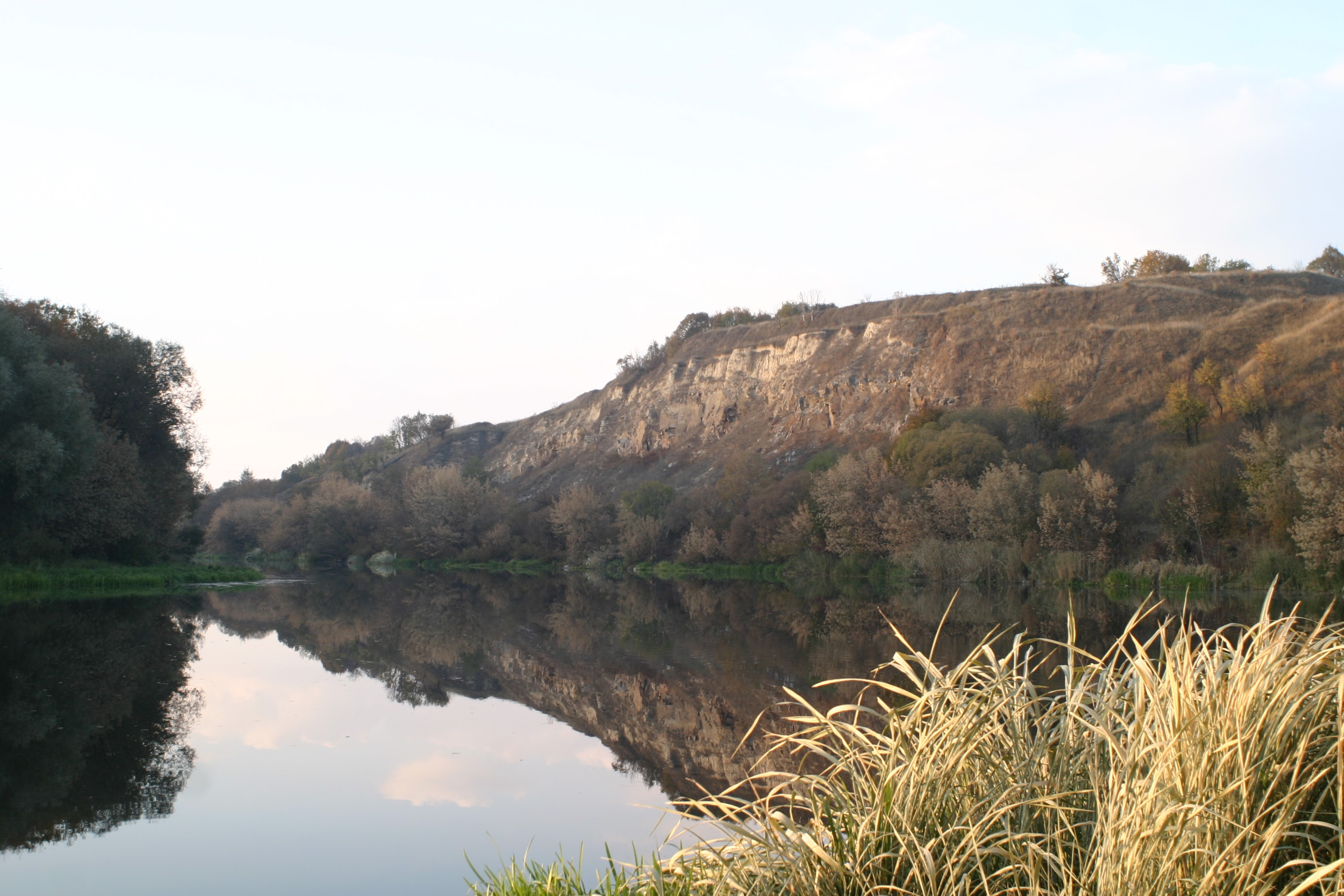
Річка Случ в районі села Олександрівка